# B&E Koopmans Cycling Team
B&E Koopmans Cycling Team was een Nederlandse continentale wielerploeg. Het team kwam uit in de continentale circuits van de UCI.
De ploeg werd opgericht in 2005, onder de naam B&E Cycling Team, deze naam behield het team in 2006, maar sinds 2007 was de naam B&E Koopmans Cycling Team. De ploegleiding was in handen van Ruud Verhagen en Jelle Nijdam. Riet Bruin was de ploegmanager.

## Ploeg in 2007
- Thijs Bezemer
- Siebe Breed
- Ivor Bruin
- Pim de Beer
- Wouter de Groot
- Paul Helderman
- Aldo Klomp
- Arnoud Koot
- Dennis Luyt
- Harm Steijn
- Gerd Steijn
- Klaas van Hage
- Jorrit Walgien
- Marien Wallink
- Sipke Zijlstra